# Chris Brown (Sänger)

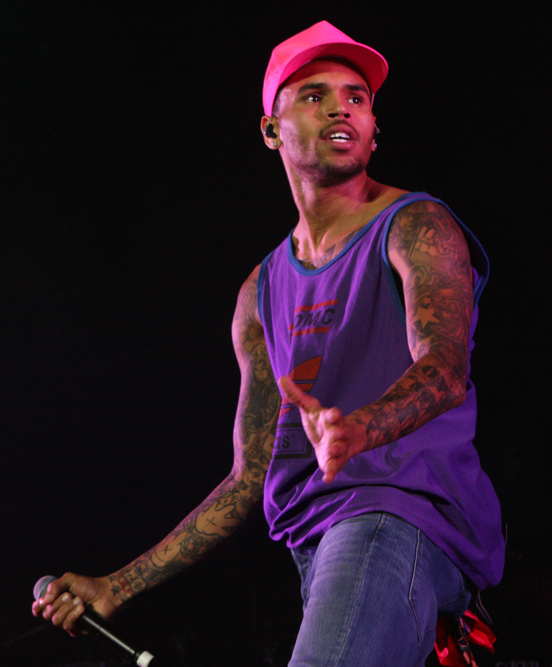
Chris Brown (2012)

Christopher Maurice „Chris“ Brown (* 5. Mai 1989 in Tappahannock, Virginia als Christopher Maurice Brown) ist ein US-amerikanischer Hip-Hop-, R&B- und Popsänger, Songwriter, Tänzer und Grammy-Preisträger. Außerdem tritt er zeitweise auch als Schauspieler oder als Regisseur von Musikvideos sowie Musikproduzent in Erscheinung.
Bekanntheit erlangte er 2005 durch seine Debütsingle Run It!, welche Rang 1 in den USA erreichte. Neben seiner Tätigkeit als Musiker war er auch in einigen Filmen und Fernsehsendungen zu sehen. Brown hat bislang 100 Millionen Tonträger verkauft.

## Leben

### Kindheit und Jugend
Chris Brown wurde am 5. Mai 1989 in der Kleinstadt Tappahannock im US-Bundesstaat Virginia als Sohn von Joyce Hawkins, einer ehemaligen Leiterin einer Kindertagesstätte, und Clinton Brown, einem Justizvollzugsbeamten eines lokalen Gefängnisses, geboren. Zudem hat er eine ältere Schwester namens Lytrell Bundy, welche in einer Bank arbeitet. Seine Eltern ließen sich scheiden, als Brown sechs Jahre alt war. Der Musiker sagte später in einem Interview, dass er mit Gewalt aufwuchs. Der neue Freund seiner Mutter sei ihm gegenüber gewalttätig gewesen, was ihn als Kind „entsetzt“ habe.
Brown sagte in verschiedenen Interviews, dass er mit der Musik von Michael Jackson, Anita Baker, Stevie Wonder und Sam Cooke aufgewachsen ist, zudem bezeichnete er auch den Sänger Usher als Inspiration.
Bis zum Frühjahr 2005 besuchte er die Essex High School in seiner Heimatstadt, anschließend bekam er Privatunterricht.
Von Ende 2007 bis Februar 2009 führte Brown eine Beziehung mit dem karibischen Popstar Rihanna. Im März 2011 wurde bekannt, dass Brown sich in einer Beziehung mit dem Model Karrueche Tran befindet. Anfang Oktober 2012 gab er die Trennung von Tran bekannt, als Gründe hierfür nannte er seine Freundschaft mit Ex-Freundin Rihanna. Nach der Trennung von Tran wurde bekannt, dass Chris Brown mit dem ehemaligen Model Nia Amey-Guzman eine Tochter (* Mai 2014) hat.

### Gewalt in der Beziehung mit Rihanna
Von Ende 2007 bis Februar 2009 war Chris Brown mit der Sängerin Rihanna liiert. Die Beziehung endete durch eine gewalttätige Auseinandersetzung nach dem gemeinsamen Besuch einer Vor-Grammy-Party im Februar 2009. Wenig später wurde bekannt, dass Chris Brown am betreffenden Abend, wegen des Verdachts, eine sträfliche Drohung gegen seine Freundin ausgesprochen zu haben, verhaftet worden war. Am 5. März wurde Brown wegen Körperverletzung und Bedrohung angeklagt. Bilder, die Rihanna mit Platzwunden und blauen Flecken im Gesicht zeigten und unmittelbar nach dem Vorfall entstanden, gingen um die Welt.
Ende Mai des Jahres wurde bekannt, dass Rihanna vom Gericht vorgeladen wurde, um am 22. Juni ihre Aussage zum Tathergang zu machen. Während des Verhandlungstages bekannte sich Brown nach einem Deal mit dem Richter im Anklagepunkt Körperverletzung schuldig und entging so einer Haftstrafe. Er wurde zu fünf Jahren Freiheitsstrafe auf Bewährung verurteilt, außerdem musste er an einem Anti-Aggressionsprogramm teilnehmen und 190 Sozialstunden ableisten. Er durfte bis auf weiteres keinen Kontakt zu seiner Ex-Freundin aufnehmen und sich ihr bis auf höchstens 45 Meter nähern (bei öffentlichen Veranstaltungen neun Meter). Rihanna wurde das Urteil anschließend im Gerichtssaal mitgeteilt. Sie teilte später über ihren Anwalt mit, dass sie die Strafe für gerecht und fair halte.
Nach dem Vorfall zog sich Rihanna einige Zeit aus der Öffentlichkeit zurück und gab nur sehr wenige Interviews. Erst bei Veröffentlichung ihres vierten Studioalbums Rated R äußerte sie sich zum damaligen Vorfall. Bei einem Tell-All-Interview, welches am 5. November im amerikanischen Fernsehen ausgestrahlt wurde, bestätigte sie das Gerücht, wonach ein Streit zwischen ihnen ausbrach, als sie eine SMS von seiner Ex-Freundin an ihn las. Brown habe sie diesbezüglich zuvor angelogen und sie habe ihn ertappt. In der Folge sei er ausgerastet und wurde gewalttätig.
Ende 2009 gab Brown der Tageszeitung The Times ein Interview, in welchem er, laut Der Spiegel, darauf hindeutete, dass er nicht der einzige Aggressor gewesen sei. Im Interview wies er darauf hin, dass viele Leute glauben, dass häusliche Gewalt eine einseitige Angelegenheit sei und dass man als Mann ausgelacht wird, wenn eine Frau einen Mann schlägt. Außerdem sagte er, wenn beide Partner Gewalt anwenden, dass dann auch beide einen Fehler gemacht hätten.

### Vergewaltigungsklage
Im Januar 2022 reichte eine Frau gegen Brown eine Zivilklage ein, in der sie angibt, der Sänger habe sie vermeintlich im Dezember 2020 auf der Jacht von Sean Combs unter Drogen gesetzt und vergewaltigt. Bei der Frau handelt es sich um eine Tänzerin, Choreografin und Musikerin. Auf der Jacht habe er ihr ein Getränk serviert, nach dem sie sich „desorientiert“ und „körperlich instabil“ gefühlt habe, daraufhin habe er sie vergewaltigt. Die Frau fordert Schadensersatz in Höhe von 20 Millionen Dollar.

## Musikkarriere

### 2002–2004: Karrierebeginn
Brown wurde 2002 im Alter von 13 bei der Tankstelle seines Vaters von lokalen Musikproduzenten namens Hitmission Records entdeckt, die auf der Suche nach Talenten waren. Lamont Fleming, der Hitmission Records angehörte, organisierte Gesangsunterricht für Brown, zudem half das Team beim Erstellen von Demoaufnahmen und pflegte Kontakte in New York City, um einen Plattenvertrag zu erreichen. Über Tina Davis, der damals leitenden A&R von Def Jam Recordings, gelang Brown schließlich zu einem Treffen mit dem damaligen Präsidenten des Plattenlabels, L.A. Reid. Dieser bot ihm noch am gleichen Tag einen Vertrag an. Die Vertragsverhandlungen dauerten zwei Monate an, bis Tina Davis schließlich aufgrund eines Firmenzusammenschlusses ihren Job verlor. Brown heuerte sie dann als Managerin an und Davis begann, den Sänger mithilfe von Videoaufnahmen bei verschiedenen Labels wie zum Beispiel Jive Records, J Records und Warner Bros. Records vorzustellen, um einen Vertrag zu erreichen. Letztlich entschied Brown sich für Jive Records, wo er im Dezember 2004 einen Plattenvertrag unterschrieb. Brown, der damals 15 Jahre alt war, sagte später in einem Interview, dass er sich für dieses Label entschieden hätte, da es bereits große Erfolge mit jüngeren Musikern wie Britney Spears und Justin Timberlake gehabt habe und zudem sowohl sehr viel Macht im Bereich der Popmusik als auch Langlebigkeit von Karrieren unter Beweis gestellt habe.

### 2005–2006: Durchbruch mit seinem Debütalbum

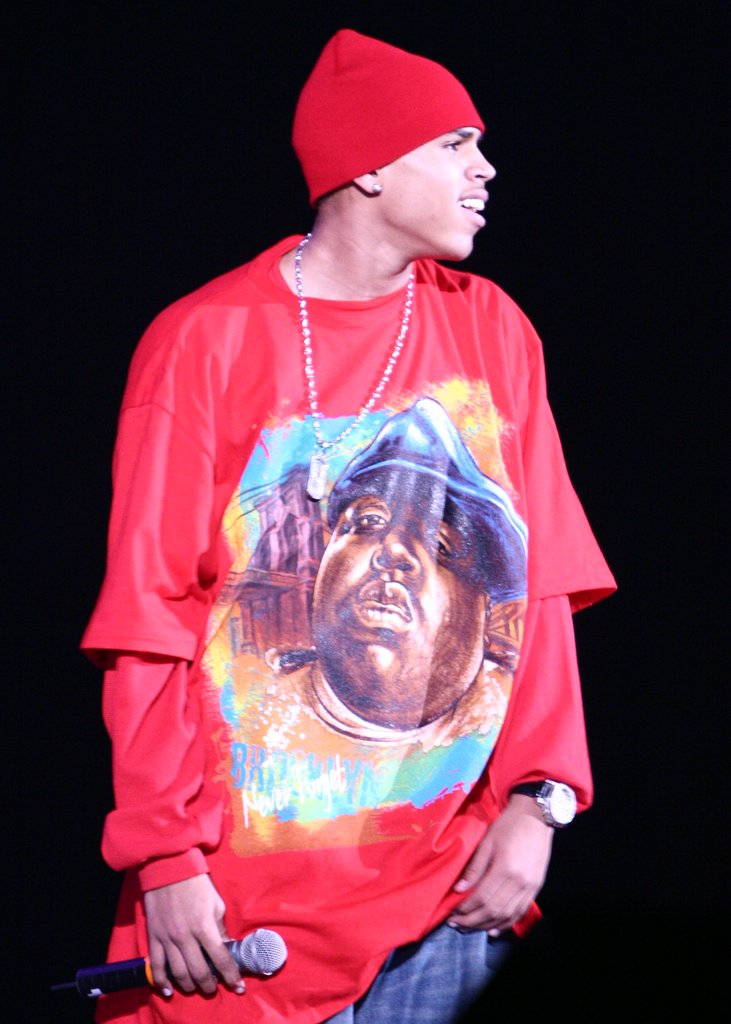
Chris Brown, 2005

Nachdem Brown 2004 seinen Plattenvertrag bei Jive Records unterschrieben hatte, begann er im Februar 2005 mit den Aufnahmen zu seinem Debütalbum. Bis Mai wurden circa 50 Lieder aufgenommen, von denen 14 auf die Titelliste seines ersten Studioalbums genommen wurden. Als Ergänzung war unter dem Namen „Thank You“ eine Danksagung zu finden, an der auch seine Managerin Tina Davis beteiligt war. Bei einigen Musiktiteln seines Albums fungierte der Sänger auch als Songwriter. Die Produktion der CD dauerte insgesamt weniger als acht Wochen. Am 30. Juni 2005 erschien die erste Veröffentlichung von Brown: Das Lied Run It!, bei dem Rapper Juelz Santana mitwirkte, erreichte sogleich Rang eins in den Billboard Hot 100. Dort hielt es sich insgesamt fünf Wochen lang und machte Brown zum ersten männlichen Künstler seit Montell Jordan (1995), der seine Debütsingle auf Platz eins der US-amerikanischen Charts platzieren konnte. Das Lied stieg zudem bis auf Position fünf in Deutschland und Rang zwei im Vereinigten Königreich, womit es in beiden Ländern seine bisher erfolgreichste Single ist. Am 29. November 2005 folgte sein erstes Studioalbum, welches unter seinem Namen Chris Brown veröffentlicht wurde und Position zwei in den Billboard 200 erreichte. In weiten Teilen Europas stieg das Album nicht in die Top Ten der Charts ein, in Deutschland platzierte es sich lediglich auf Rang 31. Bei den Grammy Awards 2007 war das Album in der Kategorie „Best Contemporary R&B Album“ nominiert, der Preis ging jedoch an die CD B’Day der Sängerin Beyoncé Knowles.
Am 13. Dezember 2005 folgte Browns zweite Single Yo (Excuse Me Miss), welche besonders international hinter dem Erfolg seines ersten Liedes zurückblieb, dennoch aber Rang sieben in den USA erreichte. Das Musikvideo, welches zur Unterstützung des Titels gedreht worden war, erhielt 2006 eine Nominierung bei den MTV Video Music Awards. Im April, August und November 2006 koppelte man drei weitere Lieder des Albums aus: Gimme That, Say Goodbye und Poppin’, welche jedoch mit Ausnahme von Say Goodbye den Einstieg in den Top Ten der US-amerikanischen Single-Charts verpassten. Im August 2006 hatte Brown seine erste große Tournee begonnen, die Up Close and Personal Tour.
Als Folge seines kommerziell erfolgreichen Debüts in der Musikbranche wurde Brown die Ehre einiger Auszeichnungen und Nominierungen bei angesehenen Musikpreisen zuteil. So wurde er bei den American Music Awards in der Kategorie „Favorite Soul/R&B Male Artist“ nominiert und erreichte Ähnliches auch bei den MTV Video Music Awards. Bei der Grammyverleihung 2007 entging er einer Auszeichnung in der Kategorie „Best New Artist“, welche damals Country-Sängerin Carrie Underwood erhielt. Bei den BET Awards und den Billboard Music Awards konnte er hingegen Preise als bester neuer Künstler gewinnen, zudem gewann er bei letztgenannter Verleihung auch in den Kategorien „Artist of the Year“ und „Male Artist of the Year“.

### 2007–2008: Zweites Studioalbum „Exclusive“

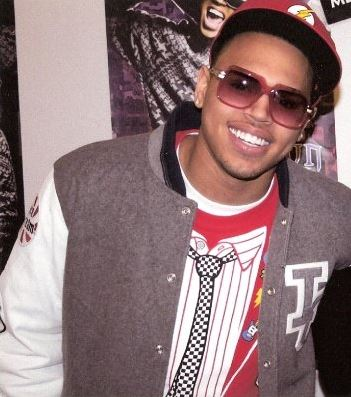
Chris Brown, 2008

Im April 2007 war Brown als Opening Act Teil der in Australien stattfindenden Konzerte der The Beyoncé Experience-Tour. Im Sommer begann er schließlich mit den Aufnahmen zu einem Nachfolger seines Debütalbums. Das Album, welches ursprünglich den Namen „Graduation“ tragen sollte, erschien erstmals am 16. September 2007 (China) und war seit dem 6. November in den USA erhältlich (Deutschland: 2. November, Rang 91). Dort stieg es mit 294.000 verkauften Einheiten auf Rang vier der Charts ein. Bereits vorab war die erste Singleauskopplung des Albums erhältlich: Wall to Wall. Das Lied erreichte Position 79 in den Billboard Hot 100 und Rang 59 in Deutschland. Am 18. September 2007 erschien die zweite Single: Kiss Kiss (zusammen mit T-Pain). Das Lied wurde zu Browns zweitem Nummer-eins-Hit in den USA. Ab 11. Dezember war der Titel With You erhältlich, welcher Rang zwei in den US-amerikanischen Charts sowie Platz 33 in Deutschland erreichte. Als fünfte Auskopplung (hinter Take You Down) wurde das Lied Forever ausgewählt, welches, genau wie die nachfolgende Veröffentlichung Superhuman, nur auf der Exclusive: The Forever Edition erhältlich ist, welche wiederum am 3. Juni 2008 in den USA erschien (Deutschland: 29. August 2008). Der Song stieg bis auf Rang zwei (USA) und erreichte in den deutschen Singlecharts Position 20. Von Dezember 2007 bis Februar 2008 begab Brown sich auf seine The UCP Exclusive Tour, welche ihn in über 30 Städte führte. Alle Shows fanden in den USA statt.
2007 und 2008 war Brown auch als Gastmusiker an zahlreichen Singles beteiligt, er arbeitete unter anderem mit Ludacris, Lil’ Mama und David Banner zusammen. Seine erfolgreichste Zusammenarbeit des Jahres 2008 war das Lied No Air, bei welchem er die Siegerin der sechsten Staffel der US-amerikanischen Castins-Show American Idol, Jordin Sparks, unterstützte. Die Single war weltweit erfolgreich und erreichte Position zehn in Deutschland, Rang drei im Vereinigten Königreich sowie Platz drei in den USA.
Bei Preisverleihungen erreichte Brown auch 2008 einige Auszeichnungen, so gewann er zum Beispiel vier Preise bei den American Music Awards 2008. Dabei errang er Titel in den Kategorien „Favorite Pop/Rock Male Artist“, „Favorite Soul/Rhythm & Blues Music Artist“, „Artist of the Year“ und „Best Male R&B Artist“. Bei den Teen Choice Awards 2008 erreichte er internationale Aufmerksamkeit, als er bei zehn Nominierungen vier Auszeichnungen erhielt. 2008 und 2009 war er insgesamt für drei Grammy Awards nominiert, wobei er allerdings bei nunmehr fünf Nominierungen seit 2007 noch keinen Preis entgegennehmen konnte.

### 2009–2010: „Graffiti“ und Mixtapes
Das Jahr 2009 begann für Brown mit der tätlichen Auseinandersetzung rund um seine Exfreundin Rihanna, welche ebenfalls Musikerin ist. Daraufhin zog er sich einige Wochen aus der Musikbranche zurück, um die rechtlichen und medialen Konsequenzen abzuwarten.
Bereits 2008 startete Brown mit den Arbeiten an seinem dritten Studioalbum, bei dem er neue musikalische Stilrichtung ausprobieren wollte. Im September gab er bekannt, dass die Aufnahmen für das Album beendet sind und die CD demnächst erscheinen soll. Am 29. September 2009 erschien die erste Single des Albums, I Can Transform Ya. Bei dem Lied wirkten Lil Wayne und Swizz Beatz mit, wobei Letztere auch die Produktion des Titels übernahm. Der Song erreichte Position 20 in den Billboard Hot 100, in Deutschland stieg er nicht in die Charts ein. Ab dem 24. November 2009 war die zweite Single, Crawl, erhältlich. Sie stieg lediglich bis auf Platz 53 in den USA und war gleichzeitig die letzte Veröffentlichung aus dem Album. Dieses erschien schließlich unter dem Namen Graffiti international am 7. Dezember, in den Vereinigten Staaten war es einen Tag später erhältlich. Es erreichte anschließend Position sieben in den Billboard 200, es war jedoch das erste Album von Brown, welches keine Platzierung in Deutschland erlangte. Kommerziell blieb die CD weit hinter den zwei Vorgängern zurück und verkaufte bis heute noch nicht einmal 1.000.000 Einheiten, wohingegen Chris Brown und Exclusive beide über 3.000.000 verkaufte CDs vorweisen können. Von Oktober bis Dezember 2009 begab er sich auf die Fan Appreciation Tour, um das Album zu promoten.
Bei den BET Awards 2010 erregte Brown Aufmerksamkeit, als er während seiner Tribute-Performance in Ehren des verstorbenen Musikers Michael Jackson, bekanntlich ein Vorbild des Sängers, auf der Bühne anfing, zu weinen.
Im Jahr 2010 veröffentlichte Brown insgesamt drei Mixtapes, bei welchen er erstmals auch seine Fähigkeiten als Rapper unter Beweis stellte. Alle Mixtapes wurden kostenlos zum Herunterladen im Internet angeboten und sind seitdem kostenfrei erhältlich. Am 14. Februar 2010 erschien seine erste offizielle Veröffentlichung in diesem Format: In My Zone (Rhythm & Streets). Ab dem 17. Mai war ein gemeinsames Werk mit dem Musiker Tyga erhältlich (Fan of a Fan), aus welchem auch die Singles Deuces und No Bullshit veröffentlicht worden sind. Beide Lieder erreichten Chartplatzierungen in den USA und wurden später für Browns viertes Studioalbum wiederverwendet. Am 26. November 2010 erschien sein drittes Mixtape im Jahr 2010, welches den Namen In My Zone 2 trug.
Bei den Grammy Awards 2011 waren das Album und die Lieder Deuces und Take My Time für insgesamt drei Preise nominiert, in den Kategorien „Best R&B Performance by a Duo or Group with Vocals“, „Best Rap/Sung Collaboration“ und „Best Contemporary R&B Album“ erhielt Brown jedoch auch bei mittlerweile acht Nominierungen bei dieser Verleihung keine Auszeichnung.

### 2011: „F.A.M.E.“, Tournee und Mixtape
Bereits im September 2010 wurde bekannt, dass Brown mit den Arbeiten an einem Nachfolger des Albums Graffiti begonnen hat. Wenige Tage später wurde der Name des Albums bekannt: F.A.M.E. Dies sei dabei sowohl ein Akronym für „Fans Are My Everything“ als auch für „Forgiving All My Enemies“. 2010 erschien auch die erste Singleauskopplung der CD: Das Lied Yeah 3x wurde im Oktober veröffentlicht und erreichte in den USA Position 15. Mit Rang sieben in Deutschland ist es hinter Browns Debütsingle Run It! das bisher erfolgreichste Lied des Künstlers in den deutschen Single-Charts. Im Februar 2011 erschien das in den USA erfolgreichste Lied des Albums: Look at Me Now. Die Single errang Platz sechs in den Billboard Hot 100, zudem traten die Rapper Lil Wayne und Busta Rhymes als Gastmusiker in Erscheinung. Anschließend war ab März das Lied Beautiful People erhältlich, bevor wenige Tage später, ebenfalls im März, das vierte Studioalbum erschien. Dieses erreichte in Deutschland Position 39 und im Vereinigten Königreich Rang zehn. In den Billboard 200 stieg die CD auf Platz eins ein, womit es Browns erstes Album ist, dem dies gelang. Ebenfalls im März erschien auch die vierte Single des Albums: She Ain’t You. Das Lied sampelt den Song Human Nature des Musikers Michael Jackson und erreichte Platz 27 in den USA. Der Titel Next 2 You, bei welchem der kanadische Sänger Justin Bieber mitwirkte, wurde am 24. Juni 2011 veröffentlicht und war neben „Yeah 3x“ und „Beautiful People“ die dritte Auskopplung des Albums, welche eine Chartplatzierung in Deutschland erlangen konnte (Rang 28). Im August wurde anschließend Browns viertes Mixtape unter dem Namen Boy in Detention veröffentlicht. Im September führte Brown auch seine F.A.M.E. Tour fort, welche im April mit vier Shows in Australien begonnen hatte und seitdem pausierte. Im Dezember endete die Tournee in Dubai, Konzerte in Deutschland standen dabei nicht auf dem Programm. Zudem war seit dem 13. September 2011 die sechste und letzte Single des Albums erhältlich: Wet the Bed. Das Lied erreichte lediglich Platz 77 in den USA.
Im Oktober 2011 wurde bekannt, dass Browns Plattenlabel Jive Records, welches Teil der RCA Music Group war, aufgelöst wird und alle Künstler dieser Plattenfirma, genau wie die von Arista Records und J Records, automatisch einen Vertrag bei RCA Records erhalten. Diese Veränderungen fanden aus strukturellen Gründen statt.
Am 18. November 2011 wurde das Lied Strip als Single aus Browns Mixtape Boy in Detention veröffentlicht, woraufhin sie Rang 37 in den USA erlangte.
2011 war Brown zudem bei zahlreichen Liedern als Gastmusiker beteiligt. Die bekanntesten sind dabei wohl die Singles Champion, welches auf dem zweiten Album des britischen Rappers Chipmunk zu finden ist und Platz zwei im Vereinigten Königreich erreichte, sowie der Titel International Love des Rappers Pitbull.
2011 war Brown für sieben Preise der BET Awards nominiert, von denen er fünf gewinnen konnte. Auch bei den MTV Video Music Awards war er zweimal nominiert, dabei erlangte er jedoch keine Auszeichnung. Bei den Soul Train Music Awards bekam er bei fünf Nominierungen einen Preis. 2012 war er zudem für drei Grammy Awards nominiert. Dabei gewann sein Album F.A.M.E. in der Kategorie „Best R&B Album“ einen Preis, der Titel Look at Me Now, welcher als „Best Rap Performance“ und „Best Rap Song“ für einen Award vorgeschlagen worden war, wurde hingegen nicht ausgezeichnet. Somit gewann Brown bei nunmehr elf Nominierungen seinen ersten Grammy.

### 2012: Fünftes StudioalbumFortune

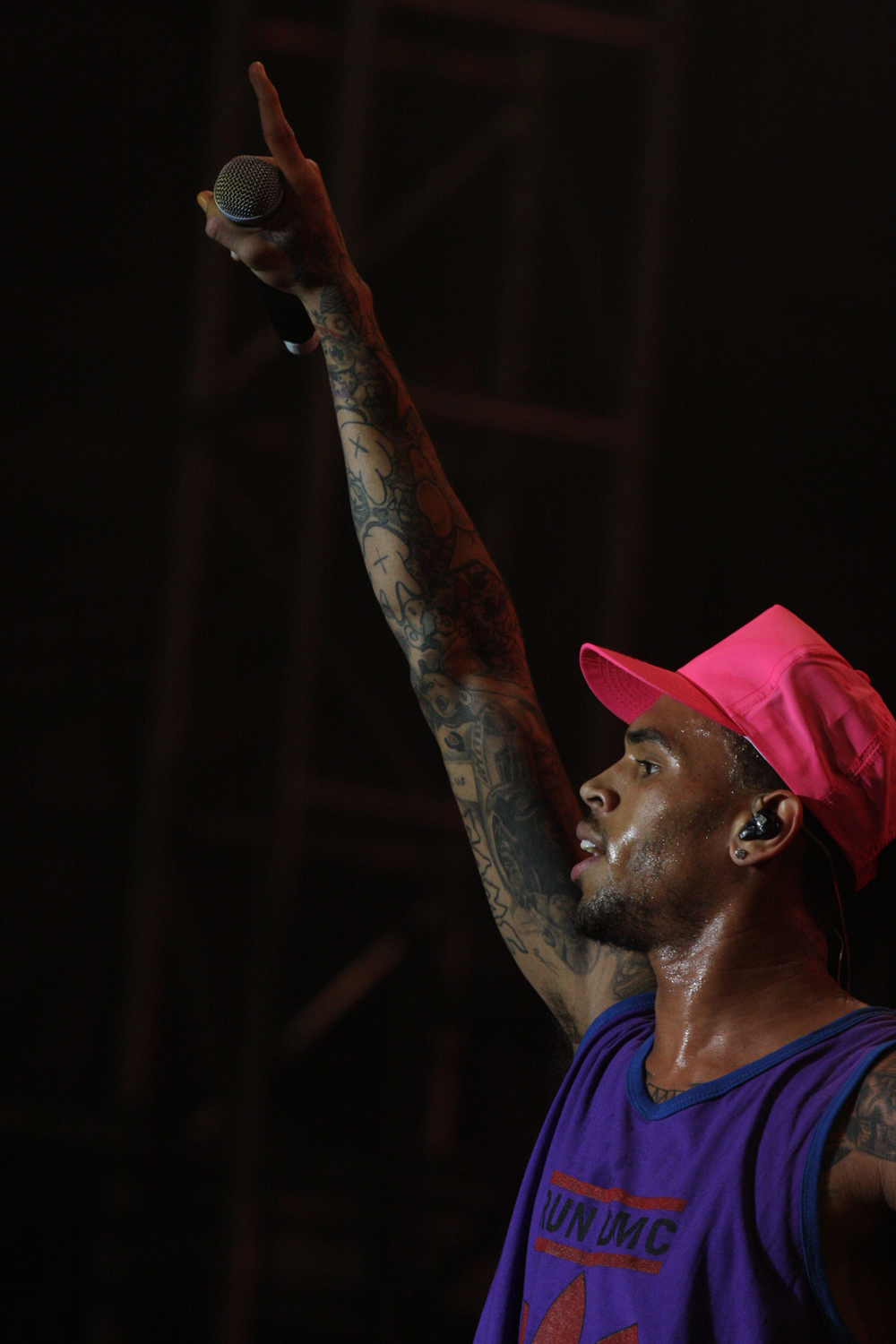
Chris Brown, 2012

Am 29. Juni 2012 erschien Browns fünftes Studioalbum unter dem Namen Fortune. Als erste Singleauskopplung veröffentlichte er am 10. Februar das Lied Turn Up the Music, das auf Platz zehn in den Billboard Hot 100 einstieg und somit hinter Forever, welches sich 2008 in der ersten Woche auf Rang neun platzierte, den höchsten Charteinstieg Browns in den USA darstellte. Am 17. April erschien die Single Sweet Love als zweiter Vorbote des Albums, das zuvor bereits seit dem 10. April für das Urban Contemporary Radio verfügbar war und Platz 89 der US-amerikanischen Charts erreichte. Ebenfalls am 17. April wurde der Titel Till I Die als dritte Auskopplung des Albums veröffentlicht. Bei Till I Die traten die die Rapper Big Sean und Wiz Khalifa als Gastmusiker in Erscheinung. Die Single stieg seither nicht in die Charts ein. Zuvor war am 6. März ein Remix des Liedes Birthday Cake als vierte Single aus Rihannas sechstem Studioalbum Talk That Talk erschienen, bei dem Brown als Gastmusiker mitwirkte. Er stieg bis auf Platz 24 der US-amerikanischen Billboard Hot 100 und zog aufgrund der gemeinsamen Vergangenheit der beiden Musiker große mediale Aufmerksamkeit auf sich. Es war die erste Zusammenarbeit der Künstler seit der Auseinandersetzung im Februar 2009. Neben dem Remix zu Birthday Cake feierte im Februar auch ein offizieller Remix von Browns erster Single Turn Up the Music aus seinem fünften Album Premiere, bei welchem wiederum Rihanna als Gastmusikerin involviert war. Am 18. Mai veröffentlichte Brown die vierte Single seines Albums, die den Namen Don’t Wake Me Up trug. Sie erreichte Rang 10 in den Billboard Hot 100 und konnte auch in vielen anderen Ländern die Charts erreichen. Darunter sind auch Deutschland mit Platz 11 und Großbritannien, wo es sogar Platz 2 erreichte. Die fünfte Single aus Fortune, Don’t Judge Me, wurde am 13. August veröffentlicht.

### 2013–2014: Sechstes StudioalbumX
Nachdem bekannt gegeben wurde, dass er Ende des Jahres ein neues Studioalbum mit dem Namen X veröffentlichen wird, erschien Anfang des Jahres 2013 eine Promo-Version des Liedes Nobody's Perfect im Internet. Fälschlicherweise wurde davon ausgegangen, dass dies die nächste Single sein würde. Aufgrund der illegalen Verbreitung des vom niederländischen DJ-Duo Showtek produzierten Song, wurde von der Veröffentlichung vorerst Abstand genommen. Im Herbst 2013 wurde letztlich der gesamte Song ins Netz gestellt und war auf verschiedenen Dance-Kompilationen vorhanden. Eine Single-Veröffentlichung folgte auch nun nicht. Stattdessen erschien die erste Vorab-Single Fine China am 1. April 2013.
Im Herbst des Jahres 2013 wurde offiziell bekannt gegeben, dass sein sechstes Studioalbum X am 3. Dezember 2013 erscheinen soll. Es wurde jedoch verschoben. Bei dem Album wirkten unter anderem Kendrick Lamar und Diplo mit. Don't Think They Know feat. Aaliyah ist die zweite Single des Albums, sie erschien am 17. Juni 2013, hatte jedoch eher geringen Erfolg. Die dritte Single Love More feat. Nicki Minaj erschien am 16. Juli 2013. Die Single konnte sich auch in Deutschland platzieren. Mitte November 2013 veröffentlichte Chris Brown ein Mixtape namens X Files. Die EP enthält 5 Songs, welche nicht in sein sechstes Studioalbum aufgenommen wurden.
Im Dezember 2013 veröffentlichte Brown den Track Loyal. Das Lied erschien in drei unterschiedlichen Versionen. Die sogenannte „East Coast-Version“ wurde mit French Montana, die „West Coast-Version“ in Zusammenarbeit mit Too Short und die Video-Version gemeinsam mit Tyga aufgenommen, jedoch ist auf allen drei Ausführungen ein Rap-Part von Lil Wayne vorhanden, in einer Remix-Version wurde dieser jedoch mit Vocals von Sean Kingston ersetzt. Die Auskopplung bildete letztlich mit Top-10-Platzierungen in Großbritannien und den USA sowie die obere Charthälfte in Deutschland, Belgien und Frankreich die erfolgreichste des Albums. Als Nachfolger-Single erschien am 30. Juni 2014 der Track New Flame in Zusammenarbeit mit Usher und Rick Ross. Ein Remix des House-DJs Dave Audé, dessen Remix auch zum Lied Don’t Judge Me für zahlreiche Chartplatzierungen verantwortlich war, brachte diesem Track einen kommerziellen Schub. Das Album X erschien schließlich am 12. September 2014. Allein durch zahlreiche Downloads konnten die Lieder X, Came to Do mit Akon und Drunk Texting featuring Sängerin Jhené Aiko in die offiziellen Single-Charts verschiedener Länder vorrücken.

### Frühjahr 2015:Fan Of A Fan: The Album
Nach dem Erfolg des ersten Mixtapes Fan of a Fan und hoher Nachfrage nach einem Nachfolger, beschlossen Chris Brown und Tyga mit den Arbeiten an einem zweiten Teil zu beginnen. Im Herbst 2014 bestätigten sie, dass der Release eines Studioalbums mit dem Titel Fan of a Fan: The Album im Jahr 2015 stattfinden wird. Am 6. Januar 2015 erschien die erste Vorab-Auskopplung des Albums mit dem Namen Ayo. Bereits innerhalb kurzer Zeit erreichte es an hoher Popularität und erreichte hohe Platzierungen in den iTunes-Charts und Single-Charts in unter anderem vielen europäischen Ländern sowie den USA und Australien. Des Weiteren erschienen selbst geschnittene Musikvideos im Internet.
Parallel zu Ayo erschien eine weitere Kollaboration mit dem Rapper Kid Ink mit dem Titel Hotel, welche als Promotion für dessen zweites Studioalbum Full Speed, das im Januar 2015 veröffentlicht wurde, dient. Es konnte bis in die Top 5 der deutschen iTunes Single-Charts und Platz 30 der offiziellen deutschen sowie die obere Hälfte der britischen Single-Charts vorrücken und somit den deutschen kommerziellen Erfolg der ersten Zusammenarbeit der beiden Musiker Show Me übertreffen. Ob ein Musikvideo erscheinen wird, wurde bisher nicht bekanntgegeben.
Als zweite Single-Auskopplung des Albums Fan Of A Fan: The Album erschien am 7. Februar 2015 der Track Bitches n Marijuana. Das Lied wurde in Zusammenarbeit mit dem US-amerikanischen Rapper Schoolboy Q, bekannt durch das Lied White Walls mit Macklemore und Ryan Lewis, aufgenommen. Der Song erreichte bereits nach einer Woche Platz 52 der deutschen Single-Charts. Am 17. Februar 2015 wurde ein weiteres Lied zum Download bereitgestellt. Hierbei handelte es sich um den Track Remember Me. Bereits nach wenigen Stunden stand Remember Me in den Top 20 der deutschen iTunes-Charts. Am 20. Februar 2015 fand schließlich die Veröffentlichung des Albums statt. Insbesondere die Lieder I Bet mit 50 Cent und Nothing Like Me gemeinsam mit Ty Dolla $ign konnten Erfolg einbringen.
Am 27. Februar 2015 feierte der Track Five More Hours in Zusammenarbeit mit dem US-amerikanischen DJ und Produzenten Deorro Radiopremiere. Das Lied stellt eine Vocal-Version des Liedes Five Hours von Deorro allein dar. Parallel lud auch Chris Brown einen Teaser des Songs auf seinem offiziellen Instagram-Profil hoch. Das Lied wurde am 3. März 2015 veröffentlicht. Einen Monat später, im April 2015, wurde auf iTunes der Titel Here It Is in Zusammenarbeit mit dem US-amerikanischen Rapper Flo Rida zum Download bereitgestellt. Quelle dafür war Flo Ridas EP My House. Ein Single-Releasedate wurde noch nicht bekannt gegeben.
Am 19. Juni 2015 erschien das Musikvideo des Liedes Fun von Pitbull, bei dem Chris Brown als Gastmusiker mitwirkt. Der Song ist offiziell bereits im November 2014 zusammen mit Pitbulls Album Globalization erschienen, wurde jedoch erst im Frühjahr 2015 ausgekoppelt. Der Song rückte unter anderem in die deutschen, niederländischen und US-amerikanischen Single-Charts.

### Sommer bis Ende 2015:Royalty
Ende Juni 2015 veröffentlichte er das Lied Liquor. Dieses bildet die erste Single-Auskopplung seines kommenden Studioalbums. Der Track rückte in die britischen und US-amerikanischen Single-Charts vor. Am 18. September 2015 veröffentlichte Chris Brown das Lied Zero als zweite Auskopplung. Dieses entwickelte sich zu einem Club-Hit und rückte ebenfalls im Vereinigten Königreich und den USA in die offiziellen Single-Charts vor. Bereits im August erschienen erste Shots des offiziellen Musikvideos. Dieses bildet ein Crossover der beiden Lieder Liquor und Zero.
Mitte Oktober 2015 gab Chris Brown bekannt, dass das Album am 27. November 2015 erscheinen werden würde. Kurz darauf erschien auch die nächste Auskopplung mit dem Titel Back to Sleep. Diese wurde am 9. November 2015 veröffentlicht. Während das Lied im Vereinigten Königreich nur Platz 100 erreichte, rückte es in den USA bis in die Top 20 vor. Nachdem am 27. November 2015 die Album-Veröffentlichung nicht stattfand, veröffentlichte er stattdessen die vierte Vorab-Single Fine By Me zusammen mit einem Mixtape mit dem Titel Before The Party.
Ebenfalls Ende November 2015 wurde das Album zur Vorbestellung bereitgestellt. Release-Date war der 18. Dezember 2015. Das Album erreichte Platz 3 in den US-Billboard-Charts und brachte ihm Gold-Status ein. In Deutschland, Österreich und der Schweiz konnte keine der Auskopplungen die Single-Charts erreichen. Hingegen rückte das Lied Little More (Royalty) durch hohe Download-Zahlen vom Album in die US-amerikanischen Billboard Top 100 vor.

### 2016: Promo fürHeartbreak on a Full Moon
Am 6. Februar 2016 veröffentlichte Chris Brown das Lied Something New. Dieses entstand in Zusammenarbeit mit Zendaya. Mit diesem erreichte er eine Platzierung in den US-amerikanischen Single-Charts. Nur eine Woche später erschien eine Kollaboration mit dem US-amerikanischen Rapper Kanye West. Das Lied trug den Titel Waves und war Teil seines Studioalbums The Life of Pablo. Sowohl im Vereinigten Königreich, als auch in den USA erreichte das Lied eine Platzierung in den Top 100. Das Lied Paradise wurde am 30. März 2016 veröffentlicht. Dieses ist nach Beautiful People die zweite Kollaboration mit Benny Benassi. Für über 200 Tausend Verkäufe wurde der Song in Großbritannien mit einer Silbernen Schallplatte ausgezeichnet.
Am 2. Mai 2016 erschien das Lied Wishing, mit dem er ein weiteres Mal in die Billboard Hot-100 vorrückte. Dieses nahm er zusammen mit DJ Drama, Skeme und Lyquin auf. Drei Tage später erschien die erste Auskopplung aus dem Album Heartbreak on a Full Moon. Diese trägt den Titel Grass Ain’t Greener und konnte einen eher schwächeren Auftakt zum neuen Album dar. In gesamt Europa ist Platz 100 in Großbritannien die einzige Chartplatzierung.
Mit I’m the Man und No Romeo No Juliet erschienen im Sommer 2016 zwei Kollaborationen mit 50 Cent. Erstere erreichte in den USA Gold-Status. Mit Do You Mind veröffentlichte Chris Brown am 28. Juli 2016 eine Kollaboration mit DJ Khaled, Nicki Minaj, Jeremih, Future, August Alsina und Rick Ross. Der Song wurde über einer Million Mal allein in den USA verkauft und rückte bis auf Platz 27 vor.
Am 16. Dezember 2016 erschien zweite Vorab-Auskopplung. Diese trägt den Titel Party und konnte im Vereinigten Königreich und den USA eine Chartplatzierung einräumen. Bei dem Song wirkten Usher und Gucci Mane als Gastmusiker mit. In mehreren europäischen Ländern rückte der Track zudem in die offiziellen iTunes-Charts vorrücken. Parallel erschien auch das offizielle Musikvideo in dem Usher und er in einem Club ein Dance-Battle absolvieren.

### 2017:Heartbreak on a Full Moon
I Think of You wurde am 2. Februar 2017 veröffentlicht. Dieses entstand in Zusammenarbeit mit Sänger Jeremih und Rapper Big Sean. Der Song enthält ein Sample des Liedes Get It On Tonite von Montell Jordan aus dem Jahr 2000. Am 21. März 2016 folgte das Lied Bruk Off Yuh Back, das er gemeinsam mit Konshens aufnahm.
Am 24. März 2017 erschien mit Privacy eine weitere Single mit ihm als Lead-Artist. Der Track schloss an dem Stil von Party an und samplet das Lied Tight Up Skirt von Red Rat aus dem Jahr 1990. Der Song bildet die dritte Vorab-Single veröffentlicht und sprang auch erstmals seit Five More Hours wieder in der Schweiz in die Top 100. Auch in Großbritannien und den USA rückte der Song in die Single-Charts vor. Knapp einen Monat später wirkte er als Gastmusiker bei dem Lied Jiu Jitsu von OneInThe4Rest mit. Am 6. Oktober wurde über Twitter das Albumcover veröffentlicht.

## Schauspielerei
2006 lief unter dem Namen Christmas in Washington ein Fernsehspecial im TV, in dem auch Brown zu sehen war. 2007 war er in mehreren Fernsehsendungen und Filmen zu sehen. Die Dokumentation Chris Brown: Journey to South Africa, welche auch auf der Bonus-DVD der Standard-Version seines zweiten Studioalbums Exclusive vorhanden ist, war beispielsweise im US-amerikanischen Fernsehen zu sehen. Zudem lief auch der Film Stomp the Yard in Kino, in dem Brown eine kleinere Rolle übernommen hatte. Im selben Jahr war er auch in drei Episoden der finalen vierten Staffel der Serie O.C., California zu sehen. Dabei spielte er die Rolle des „Will Tutt“, ein neuer Schüler der „Harbor School“, welcher sich kurzzeitig in einer Beziehung mit „Kaitlin Cooper“ (Willa Holland) befindet. Außerdem war er 2007 noch im Weihnachtsfilm This Christmas zu sehen. 2008 hatte er in der dritten Staffel der Disney-Serie Hotel Zack & Cody einen Gastauftritt. Nachdem er 2010 im Film Takers gemeinsam mit Paul Walker, Idris Elba, Hayden Christensen, Matt Dillon und T.I. im Kino zu sehen war, folgte im April 2012 der Film Think Like a Man. In der Komödie übernahm Brown die Nebenrolle des Alex.

## Diskografie
Studioalben

| Jahr | Titel Musiklabel                             | Höchstplatzierung, Gesamtwochen, AuszeichnungChartplatzierungen (Jahr, Titel, Musiklabel, Platzierungen, Wochen, Auszeichnungen, Anmerkungen) | Höchstplatzierung, Gesamtwochen, AuszeichnungChartplatzierungen (Jahr, Titel, Musiklabel, Platzierungen, Wochen, Auszeichnungen, Anmerkungen) | Höchstplatzierung, Gesamtwochen, AuszeichnungChartplatzierungen (Jahr, Titel, Musiklabel, Platzierungen, Wochen, Auszeichnungen, Anmerkungen) | Höchstplatzierung, Gesamtwochen, AuszeichnungChartplatzierungen (Jahr, Titel, Musiklabel, Platzierungen, Wochen, Auszeichnungen, Anmerkungen) | Höchstplatzierung, Gesamtwochen, AuszeichnungChartplatzierungen (Jahr, Titel, Musiklabel, Platzierungen, Wochen, Auszeichnungen, Anmerkungen) | Anmerkungen                                                   |
| Jahr | Titel Musiklabel                             | DE | AT | CH | UK | US | Anmerkungen                                                   |
| ---- | -------------------------------------------- | --- | --- | --- | --- | --- | ------------------------------------------------------------- |
| 2005 | Chris Brown Zomba Records (Sony BMG)         | DE31 (5 Wo.)DE | AT66 (2 Wo.)AT | CH18 (7 Wo.)CH | UK29 Gold · (14 Wo.)UK | US2 ×3Dreifachplatin · (69 Wo.)US | Erstveröffentlichung: 29. November 2005 Verkäufe: + 3.275.000 |
| 2007 | Exclusive Zomba Records (Sony BMG)           | DE91 (3 Wo.)DE | — | CH28 (24 Wo.)CH | UK3 Platin · (52 Wo.)UK | US4 ×4Vierfachplatin · (65 Wo.)US | Erstveröffentlichung: 2. November 2007 Verkäufe: + 4.570.000  |
| 2009 | Graffiti Zomba Records (Sony)                | — | — | — | UK55 Silber · (3 Wo.)UK | US7 Gold · (13 Wo.)US | Erstveröffentlichung: 3. Dezember 2009 Verkäufe: + 567.500    |
| 2011 | F.A.M.E. Zomba Records (Sony)                | DE39 (2 Wo.)DE | — | CH34 (5 Wo.)CH | UK10 Platin · (33 Wo.)UK | US1 ×3Dreifachplatin · (47 Wo.)US | Erstveröffentlichung: 18. März 2011 Verkäufe: + 3.452.500     |
| 2012 | Fortune RCA Records (Sony)                   | DE13 (5 Wo.)DE | AT28 (2 Wo.)AT | CH10 (9 Wo.)CH | UK1 Gold · (12 Wo.)UK | US1 Platin · (31 Wo.)US | Erstveröffentlichung: 29. Juni 2012 Verkäufe: + 1.220.000     |
| 2014 | X RCA Records (Sony)                         | DE11 (3 Wo.)DE | AT15 (1 Wo.)AT | CH3 (5 Wo.)CH | UK4 Gold · (10 Wo.)UK | US2 ×2Doppelplatin · (59 Wo.)US | Erstveröffentlichung: 25. August 2014 Verkäufe: + 2.225.000   |
| 2015 | Royalty RCA Records (Sony)                   | DE37 (2 Wo.)DE | AT54 (1 Wo.)AT | CH15 (6 Wo.)CH | UK23 Gold · (11 Wo.)UK | US3 Platin · (41 Wo.)US | Erstveröffentlichung: 18. Dezember 2015 Verkäufe: + 1.180.000 |
| 2017 | Heartbreak on a Full Moon RCA Records (Sony) | DE35 (2 Wo.)DE | AT73 (1 Wo.)AT | CH29 (2 Wo.)CH | UK10 Gold · (23 Wo.)UK | US3 ×2Doppelplatin · (92 Wo.)US | Erstveröffentlichung: 31. Oktober 2017 Verkäufe: + 2.330.000  |
| 2019 | Indigo RCA Records (Sony)                    | DE31 (2 Wo.)DE | AT31 (1 Wo.)AT | CH9 (4 Wo.)CH | UK7 Gold · (19 Wo.)UK | US1 ×3Dreifachplatin · (185 Wo.)US | Erstveröffentlichung: 28. Juni 2019 Verkäufe: + 3.395.000     |
| 2022 | Breezy RCA Records (Sony)                    | DE25 (3 Wo.)DE | AT30 (1 Wo.)AT | CH9 (3 Wo.)CH | UK6 Silber · (6 Wo.)UK | US4 Gold · (23 Wo.)US | Erstveröffentlichung: 24. Juni 2022 Verkäufe: + 560.000       |
| 2023 | 11:11 RCA Records (Sony)                     | DE38 (12 Wo.)DE | AT52 (1 Wo.)AT | CH9 (14 Wo.)CH | UK11 Gold · (12 Wo.)UK | US9 (68 Wo.)US | Erstveröffentlichung: 10. November 2023 Verkäufe: + 125.000   |

## Filmografie
- 2006: Christmas in Washington (Fernsehspecial)
- 2007: Chris Brown: Journey to South Africa (Dokumentation)
- 2007: Stomp the Yard (Kinofilm)
- 2007: O.C., California (The O.C.) (Fernsehserie, Episoden 4x09 – 4x11)
- 2007: This Christmas (Kinofilm)
- 2008: Hotel Zack & Cody (The Suite Life of Zack & Cody) (Fernsehserie, Episode 3x20)
- 2010: Takers – The Final Job (Takers)
- 2011: Tosh.O (Fernsehserie, Episode 2x10)
- 2012: Denk wie ein Mann (Think like a Man)
- 2013: Battle of the Year
- 2017: Welcome to my life (Dokumentation)